# ストリッパー一覧
ストリッパー一覧（ストリッパーいちらん）は、日本のストリッパー（ストリップショーの踊り子）の一覧である。
- 名前（読み）（デビュー年）（所属）（故人は判明している場合のみその旨）の順に記載。
- 補足事項がある場合、上記項目を含め1行以内に。

## あ行
- あいかわ優衣（あいかわ ゆい）（2010年）（TSミュージック）
- 相崎琴音（あいさき ことね）（2008年）（浅草ロック座）
- 相沢夢（あいざわ ゆめ）（2004年）（大阪東洋ショー）
- 愛田るか（あいだ るか）（1995年）（DX歌舞伎町）
- 相葉まよ（あいば まよ）（1999年）（林企画）
- 青山和希（あおやま かずき）（1996年）（TSミュージック）
- 青山ゆい（あおやま ゆい）（2008年）（大阪東洋ショー）
- 赤坂れい（あかさか れい）（2008年）（大阪東洋ショー）
- 紅月ルナ（あかつき るな）（2005年）（大阪東洋ショー）
- 赤西涼（あかにし りょう）（2011年）（浅草ロック座）
- 秋元みり（あきもと みり）（2006年）（池袋ミカド劇場→蕨ミニ劇場）
- 秋吉里香（あきよし りか）（2001年）（浅草ロック座）
- 浅井理恵（あさい りえ）（1991年）（浅草ロック座）
- 朝香美穂（あさか みほ）（2001年）（大阪東洋ショー）
- 朝倉希（あさくら のぞみ）（2004年）（大阪東洋ショー）
- 朝比奈京子（あさひな きょうこ）（2016年）（ロック座）
- あすかみみ（あすか みみ）（2010年）（ロック座）
- 東まい（あずま まい）（不明）（不明）
- 東八千代（あずま やちよ）（不明）（不明）（死去）
- 雨木夕紀（あまぎ ゆうき）（2003年）（DX歌舞伎町）
- 天使美樹（あまつか みき）（2002年）（浅草ロック座）
- 雨宮かおる（あまみや かおる）（2004年）（川崎ロック座）
- 綾瀬ナナ（あやせ なな）（1997年）（ニュー道後ミュージック）
- 綾瀬みなみ（あやせ みなみ）（2012年）（大阪東洋ショー）
- 荒井まどか（あらい まどか）（1996年）（大阪東洋ショー）
- 新垣セナ（あらがき せな）（2009年）（川崎ロック座）
- 有賀美穂（ありが みほ）（1995年）（不明）
- 杏子ゆう（あんず ゆう）（2011年）（ロック座）
- 安藤綾（あんどう あや）（1997年）（大阪東洋ショー）
- 安藤有里（あんどう あり）
- 杏野るり（あんの るり）（2004年）（浅草ロック座）
- EVE（いう゛）（1984年）（晃生ショー劇場）（神代弓子としても活動）
- 伊沢千夏（いざわ ちなつ）（2007年）（浅草ロック座）
- 泉星香（いずみ せいか）（2001年）（川崎ロック座）
- 一条さゆり（赤羽マリ）（いちじょう さゆり）（不明）（不明）（故人）
- 一条さゆり (2代目)（にだいめ いちじょう さゆり）（1986年）（新宿モダンアート）
- 糸矢めい（いとや めい）（2008年）（大阪東洋ショー）
- 稲本ちえみ（いなもと ちえみ）（2005年）（川崎ロック座）
- 稲森しほり（いなもり しほり）（2006年）（大阪東洋ショー）
- いりえまこ（いりえ まこ）（1995年）（船橋若松劇場）
- 色香（いろか）（1995年）（大阪東洋ショー）
- 上野綾（うえの あや）（2009年）（大阪東洋ショー）
- 上原舞（うえはら まい）（2000年）（川崎ロック座）
- 詩田笑子（うただ えみこ）（2004年）（道頓堀劇場）
- 卯月朱美（うづき あけみ）（2001年）（林企画）
- 榎本らん（えのもと らん）（2007年）（大阪東洋ショー）
- 遠藤悠美（えんどう ゆうみ）（1996年）（TSミュージック）
- 桜花えり（おうか えり）（2010年）（大阪東洋ショー）
- 大石もえ（おおいし もえ）（2007年）（大阪東洋ショー）
- 大信田ルイ（おおしだ るい）（1992年）（TSミュージック）
- 大空あすか（おおぞら あすか）（2004年）（川崎ロック座）
- 岡田りな（おかだ りな）（2003年）（大阪東洋ショー）
- 丘乃愛唯（おかの あゆ）（2000年）（道頓堀劇場）
- 緒川凛（岡江凛）（おがわ りん）（2015年）（ロック座）
- 奥菜つばさ（おきな つばさ）（2000年）（浅草ロック座）
- 沖那つばさ（おきな つばさ）（2004年）（浅草ロック座）
- 小澤マリア（おざわ まりあ）（2007年）（浅草ロック座）
- 小野茜（おの あかね）（2003年）（浅草ロック座）
- 小野今日子（おの きょうこ）（1997年）（浅草ロック座）

## か行
- 楓ありす（かえで ありす）（2006年）（紅薔薇座）
- 楓乃々花（かえで ののか）（2010年）（ロック座）
- KAERA（かえら）（2005年）（TSミュージック）
- 影山莉菜（かげやま りな）（1986年）（道頓堀劇場）
- 風間ゆず（かざま ゆず）（2003年）（川崎ロック座）
- 風間ゆみ（かざま ゆみ）（1998年）（大阪東洋ショー）
- 柏木もえ（かしわぎ もえ）（2000年）（TSミュージック）
- 加瀬あゆむ（かせ あゆむ）（2005年）（ロック座）
- 風谷音緒（かぜたに ねお）（2010年）（ロック座）
- 片瀬永遠（かたせ はるか）（2003年）（TSミュージック）
- 我那覇レイ（がなは れい）（2007年）（浅草ロック座）
- 金沢文子（かなざわ ぶんこ）（2001年）（川崎ロック座）
- 叶不二子（かのう ふじこ）
- 叶麗美（かのう れみ）（2001年）（浅草ロック座）
- 蒲川リサ（かまかわ りさ）
- 香山蘭（かやま らん）（2011年）（ロック座）
- 唐沢美咲（からさわ みさき）（2006年）（大阪東洋ショー）
- 河合美奈（かわい みな）（2000年）（浅草ロック座）
- 川上愛（かわかみ あい）（2002年）（晃生ショー劇場）
- 川上ミク（かわかみ みく）（1996年）（ロック座）
- 川嶋夏樹（かわしま なつき）（2009年）（ロック座）
- 川中理紗子（かわなか りさこ）（2003年）（道頓堀劇場）
- 川村あいね（かわむら あいね）（2002年）（大阪東洋ショー）
- かんな（かんな）（2005年）（ロック座）
- 菊池えり（きくち えり）（不明）（九条OS）
- 木城レナ（きじょう れな）（2009年）（大阪東洋ショー）
- 北岡錦（きたおか にしき）（不明）（浅草ロック座）
- 北谷静香（きたたに しずか）（2010年）（ロック座）
- 北原梨奈（きたはら りな）（1997年）（浅草ロック座）
- 北村うるか（きたむら うるか）（2000年）（不明）
- 京本かえで（きょうもと かえで）（2007年）（川崎ロック座）
- 霧島のぁ（きりしま のあ）（2008年）（大阪東洋ショー）
- 草凪純（くさなぎ じゅん）（1999年）（浅草ロック座）
- 工藤葵（くどう あおい）（2005年）（大阪東洋ショー）
- 工藤ひとみ（くどう ひとみ）（1990年）（浅草ロック座）
- 胡桃沢まり奈（くるみさわ まりな）（2000年）（大阪東洋ショー）
- 黒木純（くろき じゅん）（1999年）（大阪東洋ショー）
- 黒崎優（くろさき ゆう）（2005年）（川崎ロック座）
- 黒沢愛（くろさわ あい）（2001年）（大阪東洋ショー）
- 小泉まな（こいずみ まな）（2000年）（川崎ロック座）
- 香坂ゆかり（こうさか ゆかり）（1996年）（浅草ロック座）
- 国府田ひとみ（こうだ ひとみ）（2006年）（大阪東洋ショー）
- 小滝みい菜（こたき みいな）（2010年）（ロック座）（皆瀬ふう花より改名）
- 琴井しほり（ことい しほり）（不明）（浅草ロック座）
- 琴葉鈴（ことは すず）（2002年）（道頓堀劇場）
- 小林ひとみ（こばやし ひとみ）（1988年）（不明）
- 小宮山せりな（こみやま せりな）（2011年）（ロック座）
- 小向美奈子（こむかい みなこ）（2009年）（浅草ロック座）
- 小室りりか（こむろ りりか）（1996年）（浅草ロック座）
- 小森まみ（こもり まみ）（1994年）（大阪東洋ショー）
- 紺堂つかさ（こんどう つかさ）（1997年）（川崎ロック座）

## さ行
- 西園寺瞳（さいおんじ ひとみ）（2002年）（川崎ロック座）
- さいとう真央（さいとう まお）（2006年）（ロック座）
- 冴木里江（さえき りえ）（2004年）（道頓堀劇場）
- 早乙女宏美（さおとめ ひろみ）（不明）（フリー）
- 早乙女らぶ（さおとめ らぶ）（不明）（浅草ロック座）
- 坂上友香（さかがみ ゆか）（2000年）（大阪東洋ショー）
- 榊なち（さかき なち）（2011年）（大阪東洋ショー）
- 坂口もか（さかぐち もか）（2001年）（TSミュージック）
- 桜井風花（さくらい ふうか）（2001年）（ロック座）
- 桜井涼子（さくらい りょうこ）（1997年）（不明）
- 桜木亜美（さくらぎ あみ）（1996年）（大阪東洋ショー）
- 桜井ひとみ（さくらい ひとみ）（2002年）（フリー）
- 桜樹ルイ（さくらぎ るい）（不明）（フリー）
- 桜沢菜々子（さくらざわ ななこ）
- 桜庭彩（さくらば あや）（2009年）（川崎ロック座）
- 桜庭うれあ（さくらば うれあ）（不明）（浅草ロック座）
- さくらひめこ（さくら ひめこ）（2003年）（道頓堀劇場）（星桜百合より改名）
- 桜りお（さくら りお）（2012年）（ロック座）
- 佐藤真心（さとう まなか）（2004年）（大阪東洋ショー）
- 佐藤美砂（さとう みさ）（2004年）（川崎ロック座）
- 真田ゆかり（さなだ ゆかり）（1993年）（ロック座）
- 沙羅（さら）（1993年）（浅草ロック座）
- 沢口あすか（さわぐち あすか）（2003年）（大阪東洋ショー）
- 沢田夏子（さわだ なつこ）（1989年）（浅草ロック座）
- 沢田舞香（さわだ まいか）（1998年）（大阪東洋ショー）
- 沢見ひかり（さわみ ひかり）（不明）（ロック座）
- 椎名実果（しいな みか）（2005年）（川崎ロック座）
- 椎名りく（しいな りく）（2007年）（新宿ニューアート）
- 四季野愛（しきの あい）（2004年）（池袋ミカド劇場）
- 篠崎ひめ（しのざき ひめ）（1999年）（大阪東洋ショー）
- 篠宮涼（しのみや りょう）（1998年）（池袋ミカド劇場）
- ジプシー・ローズ（じぷしー・ろーず）（1953年頃）（常盤座ほか）
- 清水かおり（しみず かおり）（1999年）（ロック座）
- 清水ひとみ（しみず ひとみ）（1985年）（道頓堀劇場）
- 純名もも（じゅんな もも）（2006年）（大阪東洋ショー）
- 白石美咲（しらいし みさき）（2010年2月）（浅草ロック座）
- 白鳥あきら（しらとり あきら）（2005年）（浅草ロック座）
- 白鳥さくら（しらとり さくら）（2005年）（ロック座）
- 白鳥すわん（しらとり すわん）（2022年）（ロック座）
- 白鳥七瀬（しらとり ななせ）（1997年）（大阪東洋ショー）
- 新川舞美（しんかわ まいみ）（2006年）（ロック座）
- 鈴香音色（すずか ねいろ）（2010年）（ロック座）
- 涼川ゆきの（すずかわ ゆきの）（2011年）（大阪東洋ショー）
- 鈴木ありす（すずき ありす）（2011年）（大阪東洋ショー）
- 鈴木くるみ（すずき くるみ）（1998年）（ロック座）
- 鈴木千里（すずき ちさと）（2009年）（川崎ロック座）
- 鈴木茶織（すずき ちゃお）（2010年）（ロック座）
- 鈴木麻奈美（すずき まなみ）（1997年）（大阪東洋ショー）
- 鈴木ミント（すずき みんと）（2009年）（ロック座）
- 瀬能優（せのう ゆう）（1996年）（浅草ロック座）
- 芹沢直美（せりざわ なおみ）（2002年）（TSミュージック）
- 千堂あやか（せんどう あやか）（1992年）（TSミュージック）
- 仙葉由季（せんば ゆき）（1991年）（浅草ロック座）
- 園田しほり（そのだ しほり）（1996年）（杉プロ）

## た行
- TAKAKO（たかこ）（1993年）（浅草ロック座）
- 高野まりえ（たかの まりえ）（2004年）（ロック座）
- 滝川真子（たきがわ まこ）（1985年）（不明）
- 滝沢レイナ（たきざわ れいな）（2003年）（大阪東洋ショー）
- 立花さや（たちばな さや）（2011年）（大阪東洋ショー）
- 橘真帆（たちばな まほ）（2002年）（杉プロ）
- 橘未稀（たちばな みき）（1997年）（浅草ロック座）
- 田丸愛（たまる あい）（2001年）（浅草ロック座）
- 千葉なぎさ（ちば なぎさ）（1995年）（船橋若松劇場）
- つかもと友希（つかもと ゆき）（1999年）（浅草ロック座）
- 月城まおら（つきしろ まおら）（2010年）（浅草ロック座）
- 月野りさ（つきの りさ）（2009年）（大阪東洋ショー）
- 翼裕香（つばさ ゆうか）（2009年）（浅草ロック座）
- デヴィ（でう゛ぃ）（2001年）（TSミュージック）
- 豊田沙希（とよだ さき）（2009年）（大阪東洋ショー）

## な行
- 永井一葉（ながい かずは）（1990年）（TSミュージック）
- 永坂悠（ながさか ゆう）（2002年）（川崎ロック座）
- 中條美華（なかじょう みか）（2003年）（大阪東洋ショー）
- 中谷あいみ（なかたに あいみ）（2001年）（大阪東洋ショー）
- 中山れい子（なかやま れいこ）（1992年）（ロック座）
- 灘ジュン（なだ じゅん）（2004年）（川崎ロック座）
- 夏木りりか（なつき りりか）（2006年）（浅草ロック座）
- 夏野かをり（なつの かをり）（2005年）（大阪東洋ショー）
- 菜摘りんか（なつみ りんか）（2009年）（浅草ロック座）
- 名鳥優（なとり ゆう）（1986年）（フリー）
- 奈々子（ななこ）（2005年）（大和ミュージック）
- 成瀬美穂（なるせ みほ）（2003年）（浅草ロック座）
- 虹歩（にじほ）（1998年）（札幌ニューカジノ）
- 新山愛里（にいやま あいり）（2001年）（浅草ロック座）
- 西野さゆき（にしの さゆき）（2002年）（道頓堀劇場）
- 希海（のぞみ）（2011年）（TSミュージック）（華原希より改名）

## は行
- 萩原さやか（はぎわら さやか）（2001年）（大阪東洋ショー）
- 長谷川凛（はせがわ りん）（2003年）（浅草ロック座）
- 羽月澪（はづき みお）（2004年）（道頓堀劇場）
- 初芽里奈（はつめ りな）（2011年）（ロック座）
- 華美（はなび）（1990年）（道頓堀劇場）
- 羽田夕夏（はねだ ゆか）（2006年）（浅草ロック座）
- 浜野蘭（はまの らん）（2002年）（川崎ロック座）
- 早川凛（はやかわ りん）（2004年）（浅草ロック座）
- 林泉水（はやし いずみ）（2004年）（浅草ロック座）
- 葉山小姫（はやま さき）（2000年）（浅草ロック座）
- 葉山瑠菜（はやま るな）（2004年）（杉プロ）
- 早見瞳（はやみ ひとみ）（1989年）（九条OS）
- はるか悠（はるか ゆう）（2009年）（ロック座）
- 春野みく（はるの みく）（2007年）（ロック座）
- 春乃はなみ（はるの はなみ）（2005年）（船橋若松劇場）
- HIKARU（ひかる）（1999年）（池袋ミカド劇場→蕨ミニ劇場）
- 氷高小夜（ひだか さや）（1994年）（ロック座）
- ひなた里桜（ひなた りお）（2005年）（大阪東洋ショー）
- 妃乃ひかり（ひの ひかり）（2005年）（大阪東洋ショー）
- 姫咲ゆき（ひめさき ゆき）（2004年）（浅草ロック座）（山口まゆより改名）
- 姫乃えみり（ひめの えみり）（2010年）（大阪東洋ショー）
- 平松ケイ（ひらまつ けい）（1997年）（浅草ロック座）
- ファイヤーヨーコ（ふぁいやーよーこ）（1997年）（十三ミュージック）
- 藤井彩（ふじい あや）（2004年）（川崎ロック座）
- 藤繭ゑ（ふじ まゆえ）（1999年）（道頓堀劇場）
- 藤沢あき（ふじさわ あき）（1996年）（DXチェーン）
- 藤月ちはる（ふじつき ちはる）（2012年）（ロック座）
- 藤森加奈子（ふじもり かなこ）（1997年）（浅草ロック座）
- 藤森由夏（ふじもり ゆか）（2011年）（大阪東洋ショー）
- 藤原さおり（ふじわら さおり）（1999年）（TSミュージック）
- 藤原史歩（ふじわら ふみほ）（1995年）（大阪東洋ショー）
- 双葉このみ（ふたば このみ）（2003年）（ロック座）
- 宝生奈々（ほうしょう なな）（2001年）（ロック座）
- 宝生恋（ほうしょう れん）（1999年）（林企画）
- 星川音々（ほしかわ ねね）（2005年）（大阪東洋ショー）
- 星咲なな子（ほしざき ななこ）（2010年）（ロック座）
- 星野あかり（ほしの あかり）（2005年）（大阪東洋ショー）
- 星野しずく（ほしの しずく）（2000年）（林企画）
- 本庄恵梨果（ほんじょう えりか）（2003年）（大阪東洋ショー）

## ま行
- 前田優香（まえだ ゆうか）（2005年）（フリー）
- 牧瀬茜（まきせ あかね）（1998年）（船橋若松劇場）
- 真白希実（ましろ のぞみ）（2010年）（浅草ロック座）
- 松浦ひろみ（まつうら ひろみ）（2010年）（大阪東洋ショー）
- 松嶋れいな（まつしま れいな）（2008年）（ロック座）
- 松友伊代（まつとも いよ）（不明）（不明）
- 的場夕貴（まとば ゆき）（2001年）（大阪東洋ショー）
- 間宮純（まみや じゅん）（2012年）（ロック座）
- 麻矢えみり（まや えみり）（1996年）（黄金劇場）
- 三浦あいか（みうら あいか）（2000年）（大阪東洋ショー）
- 三浦しほ（みうら しほ）（2003年）（大阪東洋ショー）
- みおり舞（みおり まい）（不明）（横浜ロック座）
- 美加マドカ（みか まどか）（1982年）（道頓堀劇場）
- 美神ルナ（みかみ るな）（2003年）（浅草ロック座）
- 美樹うらら（みき うらら）（1998年）（林企画）
- 美里麻衣（みさと まい）（2010年）（大阪東洋ショー）
- 泉希（みずき）（2000年）（道頓堀劇場）
- 観月奏（みづき かなで）（2015年）（浅草ロック座）
- みずき紗英（みずき さえ）（2006年）（大阪東洋ショー）
- 水月涼（みづき りょう）（1997年）（川崎ロック座）
- 水咲カレン（みずさき かれん）（2005年）（TSミュージック）
- 水沢杏香（みずさわ きょうか）（2012年）（道頓堀劇場）
- 水嶋あい（みずしま あい）（2010年）（ロック座）
- 水野美香（みずの みか）（2006年）（川崎ロック座）
- 水橋みく（みずはし みく）（2004年）（浅草ロック座）
- 水元ゆうな（みずもと ゆうな）（2007年）（大阪東洋ショー）
- 水森さやか（みずもり さやか）（1999年）（晃生ショー劇場）
- 南まゆ（みなみ まゆ）（2016年）（ロック座）
- ミミ（みみ）（1999年）（TSミュージック）
- 宮木汐音（みやぎ しおね）（1995年）（ニュー道後ミュージック）
- 宮坂レイア（みやさか れいあ）（2009年）（TSミュージック）
- 雅麗華（みやび れいか）（1985年）（浅草ロック座）
- 御幸奈々（みゆき なな）（1991年）（ツルミ劇場→松戸Ａ級→シアター上野→林企画）
- 村上麗奈（むらかみ れな）（1991年）（浅草ロック座）
- 恵けい（めぐみ けい）（2009年）（TSミュージック）
- メリー・エンジェル[1]（めりー えんじぇる）（不明）（不明）
- メリー・松原（めりー まつばら）（不明）（不明）
- メリー・ローズ（春川ますみ）（はるかわますみ）（不明）（不明）
- MOE（もえ）（2012年）（大阪東洋ショー）
- 百華（ももか）（2002年）（川崎ロック座）
- 桃瀬れな（ももせ れな）（2007年）（川崎ロック座）
- 森下あみい（もりした あみい）（不明）（浅草ロック座）
- 森下理音（もりした りおん）（2004年）（浅草ロック座）
- 森田久恵（もりた ひさえ）（1995年）（大阪東洋ショー）
- 森優希奈（もり ゆきな）（2001年）（池袋ミカド劇場→TSミュージック）

## や行
- 矢崎茜（やざき あかね）（2004年）（川崎ロック座）
- 矢沢ようこ（やざわ ようこ）（1997年）（浅草ロック座）
- 社恵美子（やしろ えみこ）（1992年）
- 山口桃華（やまぐち ももか）（2009年）（TSミュージック）
- 山咲あかり（やまざき あかり）（1998年）（大阪東洋ショー）
- 山咲みみ（やまさき みみ）（1999年）（TSミュージック）
- 結衣（ゆい）（2005年）（池袋ミカド劇場）
- 結奈美子（ゆい なみこ）（2005年）（フリー）
- 結城綾音（ゆうき あやね）（2000年）（フリー）
- 憂木瞳（ゆうき ひとみ）（1994年）（フリー）
- 夕樹舞子（ゆうき まいこ）（1999年）（浅草ロック座）
- 雪咲雅（ゆきざき みやび）（2004年）（林企画）
- 雪野小春（ゆきの こはる）（2002年）（大阪東洋ショー）
- 雪見ほのか（ゆきみ ほのか）（2005年）（川崎ロック座）
- 柚本舞（ゆずもと まい）（2009年）（川崎ロック座）
- 夢見ほのか（ゆめみ ほのか）（2007年）（浅草ロック座）
- 吉井美希（よしい みき）（1999年）（浅草ロック座）
- 吉沢伊織（よしざわ いおり）（2005年）（川崎ロック座）
- 吉田花（よしだ はな）（2009年）（大阪東洋ショー）
- 吉野サリー（よしの さりー）（1998年）（浅草ロック座）
- 四ツ葉あおい（よつば あおい）（2007年）（大阪東洋ショー）

## ら行
- るあん（るあん）（2016年）（道頓堀劇場）（花咲はなより改名）
- 瑠菜（るな）（2009年）（ロック座）（安西瑠菜より改名）
- ☆LUNA☆（るな）（2010年）（TSミュージック）

わ行
- 若葉さくら（わかば さくら）（2002年）（大阪東洋ショー）
- 若林美保（わかばやし みほ）（1999年）（浅草ロック座）
- 渡辺理緒（わたなべ りお）（1994年）（ニュー道後ミュージック）